# Edmund Twardowski
Edmund Twardowski (ur. 6 września 1922 w Pęclinie, zm. 29 października 1995 w Wiązownie) – inżynier leśnik, żołnierz Armii Krajowej.

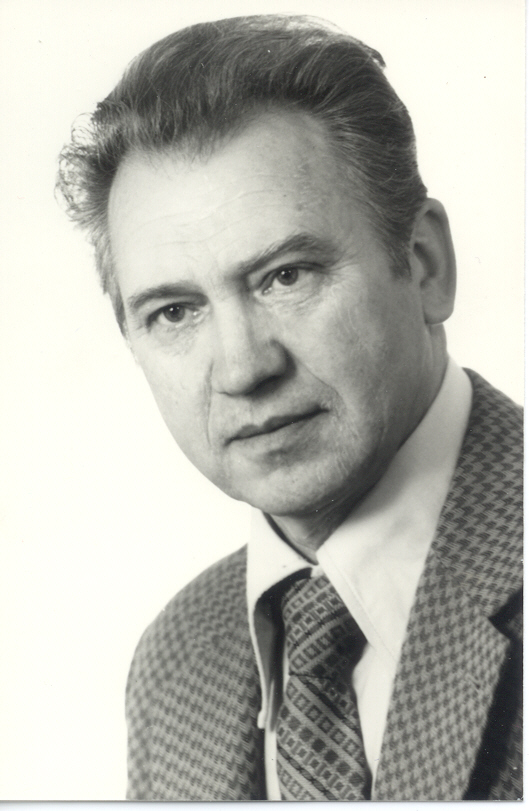
Edmund Twardowski

## Życiorys
Mieszkał w Warszawie. Był żołnierzem Związku Walki Zbrojnej (od stycznia 1941), następnie Armii Krajowej, (VII Obwód „Obroża”, IV Rejon Otwock „Fromczyn”). Walczył pod pseudonimem „Dąb”. W konspiracji ukończył kurs podchorążych. Ostatnim jego stopniem w AK był starszy sierżant. Brał udział m.in. w akcji wysadzania pociągu w Pogorzeli, w przejmowaniu zrzutów broni oraz cichociemnych. Był uczestnikiem Akcji „Burza”. Po wkroczeniu Armii Czerwonej został aresztowany, ale zdołał zbiec. W latach pięćdziesiątych został aresztowany przez Urząd Bezpieczeństwa. Był członkiem Światowego Związku Żołnierzy AK i od chwili powstania Koła Nr. 4 ŚZŻ AK w Otwocku był jego prezesem. Funkcję tę pełnił aż do śmierci. Zmarł w Wiązownie, tam też został pochowany.
Nr. ewidencyjny ŚZŻ AK: T17/O/IV, nr. legitymacji 014953